# Stanley Tshosane
Stanley Tshosane (Distretto Nordorientale, 16 gennaio 1957 – 25 aprile 2025) è stato un calciatore e allenatore di calcio botswano.

## Carriera
Dopo essere già stato commissario tecnico ad interim nel 2002 e, successivamente, assistente di Colwyn Rowe, nel 2008 è stato nominato CT del Botswana. Durante il suo periodo da assistente, ha ricoperto anche l'incarico di allenatore presso il Botswana Defence Force XI, squadra in cui ha anche militato come calciatore.